# Sal do Himalaia

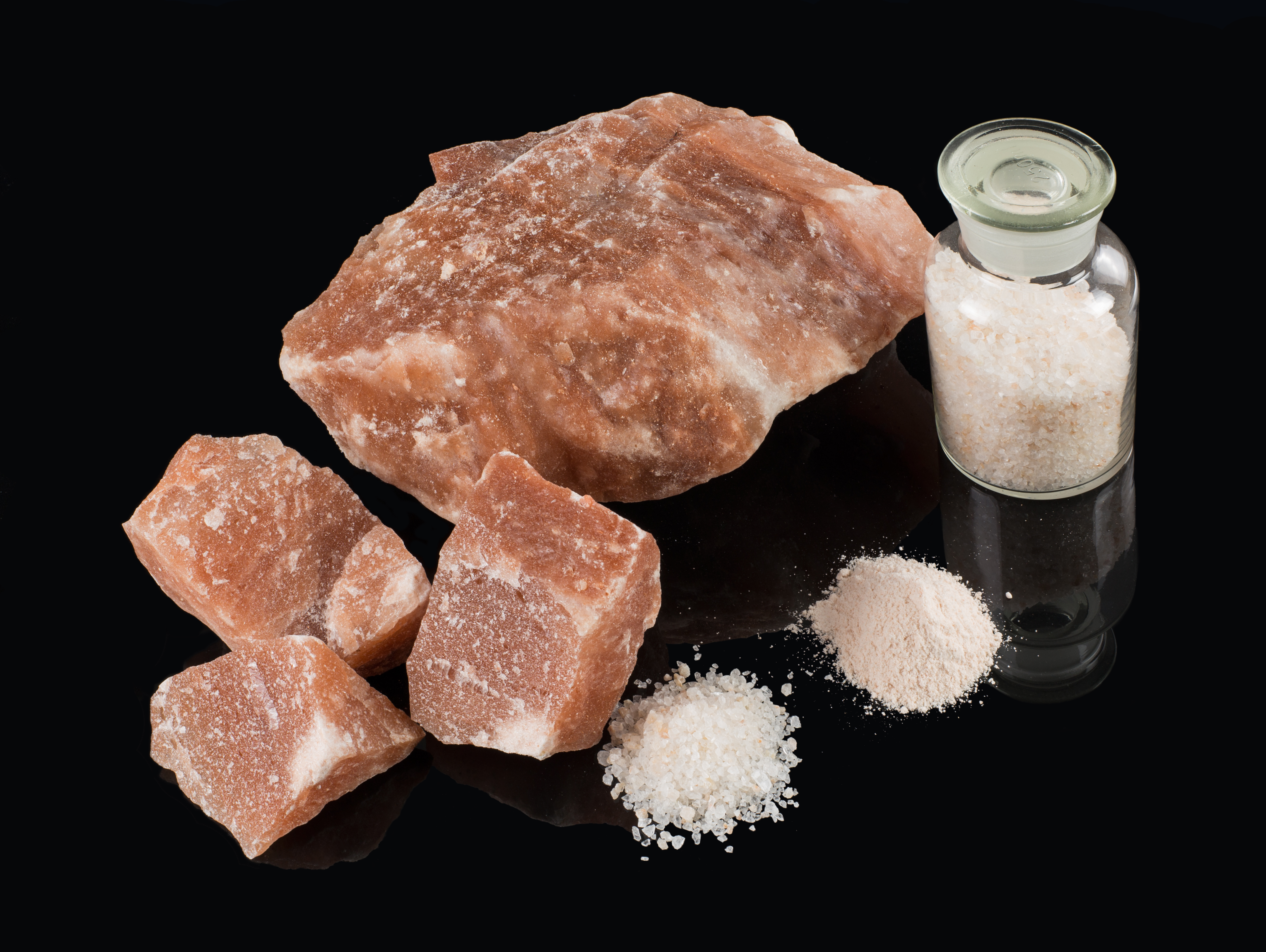
Sal da mina de sal de Khewra, província de Punjab, Paquistão

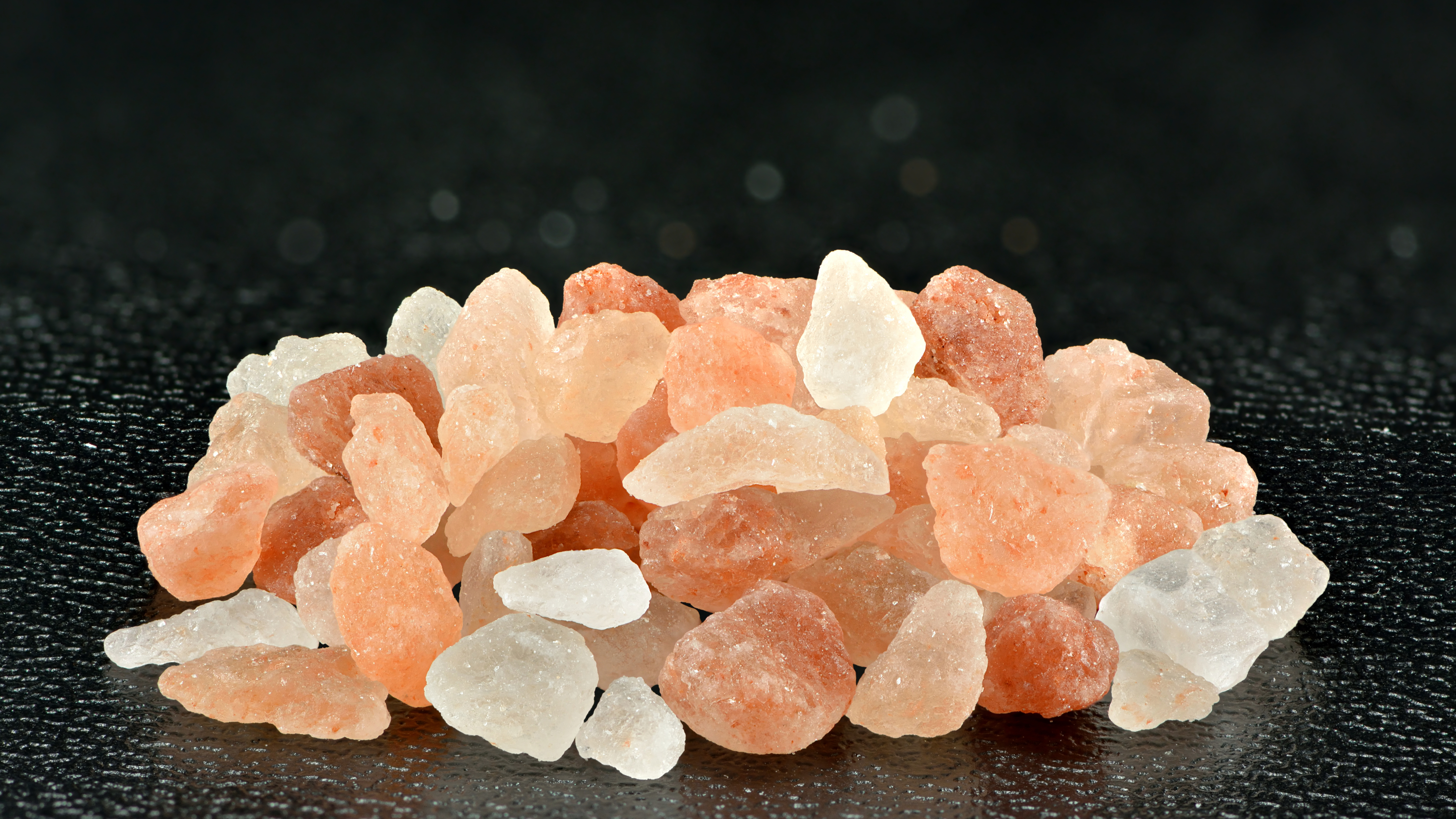
Sal do Himalaia

O sal do Himalaia é um mineral extraído de uma rocha salina, ou halita, oriunda da região do Punjab, no Paquistão.
Inúmeras alegações de saúde têm sido feitas sobre sal do himalaia, mas não há nenhuma evidência científica de que seja mais saudável do que o sal de cozinha. Tais alegações são pseudocientíficas.